# Giuseppe Fabiani
Giuseppe Fabiani (Bertinoro, 27 novembre 1926 – Bologna, 25 giugno 2019) è stato un vescovo cattolico italiano.

## Biografia
Nasce a Bertinoro, allora sede vescovile in provincia di Forlì, il 27 novembre 1926.

### Formazione e ministero sacerdotale
Compie gli studi ginnasiali e liceali nel seminario di Bertinoro (all'epoca sede vescovile) e nel Pontificio Seminario Regionale di Bologna. Si iscrive all'Università degli Studi di Bologna ed alla Pontificia Università Lateranense di Roma, conseguendo le lauree in giurisprudenza, in lettere e filosofia e in diritto canonico.
Il 20 maggio 1950 è ordinato presbitero, nella cattedrale di Bertinoro, dal vescovo Mario Bondini.
Dopo l'ordinazione presta il suo servizio in cancelleria, come segretario del vescovo e in parrocchia, come aiuto domenicale. Nel 1957 è nominato delegato vescovile ad omnia per la diocesi, nonché assistente diocesano per l'Azione Cattolica.
Nel 1960 il nuovo vescovo di Bertinoro, Giuseppe Bonacini, lo nomina vicario generale. Mantiene la carica fino all'ordinazione episcopale. Per un breve periodo, dal novembre 1969 al marzo 1970 (sede vacante) è chiamato a reggere la diocesi come vicario capitolare. Nel 1986, in seguito all'unione delle diocesi di Forlì e Bertinoro, è nominato vicario generale della diocesi di Forlì-Bertinoro.
È stato prelato domestico dal 1960. È stato giudice del Tribunale ecclesiastico regionale della Flaminia per oltre trent'anni. È stato professore di ruolo di materie letterarie nelle scuole secondarie di secondo grado.

### Ministero episcopale
Il 19 luglio 1989 papa Giovanni Paolo II lo nomina vescovo di Imola; succede a Luigi Dardani, dimessosi per raggiunti limiti di età. Il 10 settembre successivo riceve l'ordinazione episcopale, nella cattedrale di Forlì, dal cardinale Giacomo Biffi, co-consacranti il cardinale Achille Silvestrini e il vescovo Vincenzo Zarri. Il 23 settembre prende possesso della diocesi.
Il 31 ottobre dello stesso anno apre il processo di beatificazione relativo al canonico imolese Angelo Bughetti (1877-1935). Nel gennaio 1990 istituisce definitivamente la Consulta diocesana per l'apostolato dei laici, già avviata in via provvisoria dal suo predecessore Luigi Dardani. L'8 gennaio 1995 ordina i primi diaconi permanenti della Diocesi di Imola, dopo averne approvato lo Statuto. L'8 dicembre 1995, in occasione della giornata dell'Immacolata Concezione, inaugura la cerimonia del dono di un mazzo di fiori alla statua della Madonna, posta a circa 5 metri d'altezza sul frontone del palazzo municipale. Da allora il gesto si ripete tutti gli anni.

Durante il suo intenso ministero episcopale nella Diocesi di Imola, durato 13 anni, monsignor Fabiani ha ordinato 14 sacerdoti ed ha promosso importanti innovazioni in ambito pastorale ed educativo. Le sue omelie, i suoi discorsi pubblici e gli interventi alle conferenze sono stati raccolti in un libro a cura della diocesi imolese intitolato La Verità vi farà liberi.

È stato delegato della Conferenza episcopale regionale per la cultura e la scuola.
Il 18 ottobre 2002 il papa accoglie la sua rinuncia al ministero episcopale, presentata per raggiunti limiti di età; gli succede Tommaso Ghirelli, del clero dell'arcidiocesi di Bologna. Rimane amministratore apostolico della diocesi fino all'ingresso del successore, avvenuto il 15 dicembre successivo.
Muore il 25 giugno 2019 alla Casa di cura "G. Toniolo" a Bologna, dov'era ricoverato. Dopo le esequie, celebrate il 27 giugno seguente dall'arcivescovo Matteo Maria Zuppi nella cattedrale di San Cassiano a Imola, viene sepolto nella cripta dello stesso edificio.

## Genealogia episcopale
La genealogia episcopale è:
- Cardinale Scipione Rebiba
- Cardinale Giulio Antonio Santori
- Cardinale Girolamo Bernerio, O.P.
- Arcivescovo Galeazzo Sanvitale
- Cardinale Ludovico Ludovisi
- Cardinale Luigi Caetani
- Cardinale Ulderico Carpegna
- Cardinale Paluzzo Paluzzi Altieri degli Albertoni
- Papa Benedetto XIII
- Papa Benedetto XIV
- Papa Clemente XIII
- Cardinale Marcantonio Colonna
- Cardinale Giacinto Sigismondo Gerdil, B.
- Cardinale Giulio Maria della Somaglia
- Cardinale Carlo Odescalchi, S.I.
- Cardinale Costantino Patrizi Naro
- Cardinale Lucido Maria Parocchi
- Papa Pio X
- Papa Benedetto XV
- Papa Pio XII
- Cardinale Eugène Tisserant
- Papa Paolo VI
- Cardinale Giovanni Colombo
- Cardinale Giacomo Biffi
- Vescovo Giuseppe Fabiani